# Pryazovske (huyện)
Huyện Pryazovske (tiếng Ukraina: Приазовський район, chuyển tự: Pryazovskes’kyi raion) là một huyện của tỉnh Zaporizhia thuộc Ukraina. Huyện Pryazovske có diện tích 1947 km², dân số theo điều tra dân số ngày 5 tháng 12 năm 2001 là 32909 người với mật độ 17 người/km2. Trung tâm huyện nằm ở Pryazovske.